# Pycreus tener
Pycreus tener är en halvgräsart som beskrevs av Charles Baron Clarke. Pycreus tener ingår i släktet Pycreus och familjen halvgräs. Inga underarter finns listade i Catalogue of Life.